# Le Creusot
 Le Creusot  es una comuna y población de Francia, en la región de Borgoña, departamento de Saona y Loira, en el distrito de Autun. Forma la totalidad del cantón de Le Creusot Oeste y parte de Le Creusot Este. Está integrada en la Communauté urbaine Le Creusot-Montceau-les-Mines . La ciudad se hizo famosa debido a la familia Schneider, que producía acero para las empresas más importantes del mundo. Pero a partir de la mitad del siglo veinte la población de la ciudad ha decrecido y las antiguas fábricas de acero se han cerrado en su mayoría, aunque hay todavía algunas empresas que producen hierro y productos industriales, como partes de locomotoras: por ejemplo Schneider Electric o Alstom.
Hoy en día Le Creusot es conocido por sus centros de estudios. La Universidad de Borgoña (con su campus Condorcet) y el IUT son sus principales centros educativos, en donde se ofrecen programas en carreras técnicas en ingeniería eléctrica, mecánica y en negocios. El laboratorio Le2i de la Universidad de Borgoña ejerce investigación de avanzada en robótica, visión y gráficos por computador.

## Demografía
| 1 545 | 1 145 | 1 332 | 1 218 | 4 012 | 2 700 | 6 303 | 8 083 | 13 390 | 16 094 | 23 872 | 22 890 | 26 432 | 28 125 | 27 301 | 28 635 | 32 034 | 30 584 | 33 437 | 35 587 | 38 396 | 32 419 | 32 034 | 29 417 | 24 106 | 28 663 | 33 737 | 34 102 | 33 366 | 32 149 | 28 909 | 26 283 | 23 793 |
| Para los censos de 1962 a 1999 la población legal corresponde a la población sin duplicidades (Fuente: INSEE [Consultar]) |       |       |       |       |       |       |       |        |        |        |        |        |        |        |        |        |        |        |        |        |        |        |        |        |        |        |        |        |        |        |        |        |

Su población municipal en 2007 era de 23 793 habitantes (13 265 en Le Creusot Oeste y 10 528 en Le Creusot Este). La aglomeración urbana incluye también las comunas de Le Breuil, Torcy, Montcenis y Saint-Sernin-du-Bois.